# حقل عکاس
حقل عکاس (به عربی: حقل عكاس) یک میدان گازی در عراق است که در استان انبار واقع شده‌است.